# Liga Mistrzów Twenty20
Liga Mistrzów Twenty20 – rozgrywki krykietowe przeznaczone dla zwycięzców rozgrywek wewnętrznych niektórych federacji krykietowych. Rozgrywki mają za zadanie wyłonić najlepszą drużyną spośród mistrzów rozgrywek wewnętrznych. Nie są to rozgrywki ściśle klubowe, ponieważ przykładowo federację Indii Zachodnich reprezentuje drużyna narodowa państwa zrzeszonego w tej federacji, która wygrała rywalizację wewnętrzną. Południową Afrykę, Australię i Indie reprezentują drużyny klubowe.